# Touzac, Lot
Touzac är en kommun i departementet Lot i regionen Occitanien i södra Frankrike. Kommunen ligger i kantonen Puy-l'Évêque som tillhör arrondissementet Cahors. År 2022 hade Touzac 361 invånare.

## Befolkningsutveckling
Antalet invånare i kommunen Touzac
| Referens: INSEE |